# Closer to the Edge
Closer to the Edge – trzeci singel promujący trzeci album zespołu 30 Seconds to Mars, "This Is War" (2009). Został wydany w sierpniu 2010 roku (USA).